# Vanjski međurebreni mišići
Vanjski međurebreni mišići (lat. musculi intercostales externi) su duboki prsni mišići. Inerviraju ih međurebreni živci. Mišić se nalazi između rebara, u stražnje tri četvrtine međurebrenog prostora.

## Polazište i hvatište
Mišić polazi s donjeg ruba i donjeg dijela vanjske strane rebra, ide koso prema dolje i naprijed, te se hvata na gornji rub donjeg rebra. Mišićne niti križaju nutarnje međurebrene mišiće pod pravim kutom. Mišići polaze s 1. – 11. rebra i hvataju se za 2. – 12. rebro. 
Ovi mišić sudjeluju pri udisaju (normalnom i forsiranom), jer podižu rebra i šire prsnu šupljinu.